# Fourques, Pyrénées-Orientales
Fourques (în catalană Forques) este o comună în departamentul Pyrénées-Orientales din sudul Franței. În 2009 avea o populație de 1.094 de locuitori.

## Evoluția populației
| An        | 1975 | 1982 | 1990 | 1999 | 2006 | 2009  |
| --------- | ---- | ---- | ---- | ---- | ---- | ----- |
| Populație | 642  | 670  | 673  | 761  | 958  | 1.094 |